# 鹿児島市立桜丘西小学校
鹿児島市立桜丘西小学校（かごしましりつ さくらがおかしょうがっこう 英語: Sakuragaoka-Nishi Elementary School）は、鹿児島県鹿児島市桜ケ丘二丁目にある公立小学校。1978年（昭和53年）に開校。校区は、団地の約半分を占め、桜丘中学校が隣接している。1982年（昭和57年）に桜丘東小学校と分離する。

## 沿革
- 1978年（昭和53年） - 市議会にて正式に学校名を命名、開校
- 1980年（昭和55年） - 体育館落成
- 1982年（昭和57年） - 校区公民館落成
- 1982年（昭和57年） - 新設開校に伴い桜丘東小学校と分離
- 1994年（平成6年） - 学校週5日制開始
- 1998年（平成10年） - 飼育舎移転新築工事終了

（参照：）

## 校区
鹿児島市立桜丘西小学校に通学する町丁は以下の通りとなる。
- 桜ケ丘一丁目の全域
- 桜ケ丘二丁目の全域
- 桜ケ丘三丁目の全域
- 桜ケ丘四丁目の一部